# 維滕瓦瑟倫斯托克山
46°31′41.9″N 8°28′27.3″E / 46.528306°N 8.474250°E

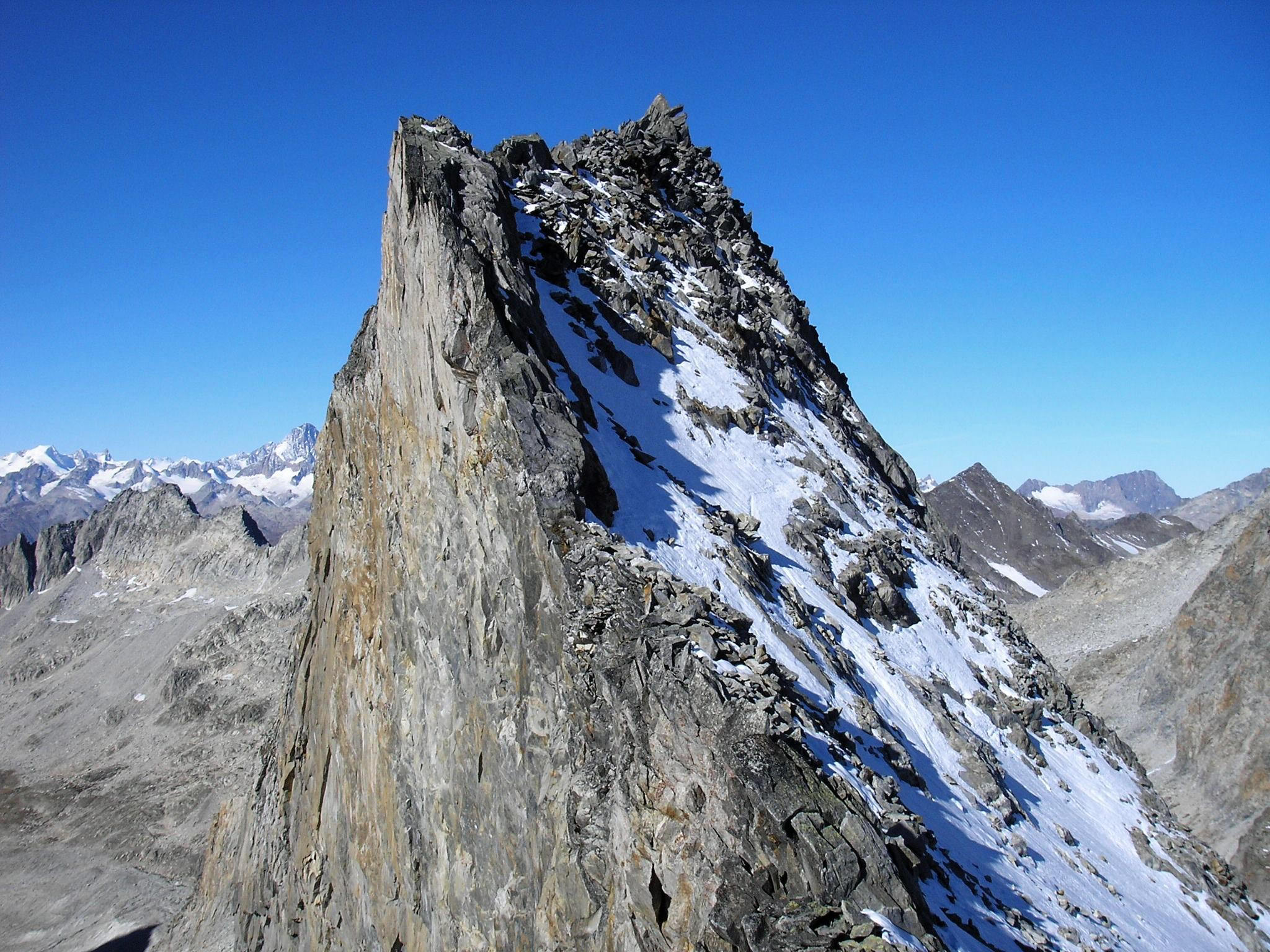

維滕瓦瑟倫斯托克山（Witenwasserenstock），是瑞士的山峰，位於該國南部，由提契諾州和烏里州負責管轄，屬於勒蓬廷阿爾卑斯山脈的一部分，海拔高度3,085米。

## 外部連結
- Witenwasserenstock summitpost.org